# Нейман, Илья Яковлевич
Илья́ Я́ковлевич Не́йман (при рождении Кругле́вич; 18 [30] мая 1890, Николаев, Николаевское военное губернаторство — 16 июля 1959, Одесса) — советский филолог, востоковед, педагог и краевед.

## Биография
Родился 18 (30) мая 1890 года в Николаеве в мещанской караимской семье. В 1909 году окончил Александровское караимское духовное училище (АКДУ). В 1911 году сдал экзамены на аттестат зрелости в Евпаторийской гимназии и поступил на юридический факультет Новороссийского университета. В 1912 году перевёлся на юридический факультет Московского университета, который окончил в 1915 году с дипломом второй степени. Некоторое время был вольнослушателем Лазаревского института восточных языков. По окончании университета являлся юнкером Одесского военного училища. Во время Первой мировой войны находился в действующей армии в чине прапорщика 99-го пехотного Ивангородского полка, затем подпоручика 1-го Карсского крепостного пехотного полка. После демобилизации преподавал в АКДУ, выступал с докладами и лекциями. В 1919—1922 годах служил газзаном в Феодосии.
В советское время окончил филологический факультет Крымского государственного педагогического института. В 1924 году на проходившем в Симферополе 1-м Всекрымском учредительном съезде караимских общин вошёл в состав правления Крымского объединения караимских общин (КрымОКО) и делегирован на Академическое совещание Крымнаркомпроса от этой организации. Был сотрудником Государственного дворца-музея тюрко-татарской культуры в Бахчисарае.
С 1939 по 1941 год работал старшим преподавателем в Ферганском педагогическом институте, с 1941 по 1943 год — в Московском институте востоковедения; в 1943—1944 году — снова в Ферганском пединституте; с октября 1944 по 1952 год — в Кокандском учительском институте. В 1951 году защитил кандидатскую диссертацию «Подчинительная связь между членами простого предложения в современном русском языке сравнительно с тюркскими (узбекским, западнокараимским и турецким)» на кафедре русского языка Института языка и литературы имени А. С. Пушкина АН Узбекской ССР.
Умер 16 июля 1959 года в Одессе. Похоронен на Третьем еврейском кладбище.

## Научная деятельность
Основной сферой научных интересов И. Я. Неймана была сравнительная фонетика, грамматика и лексикология караимских говоров.
В конце 1920-х годов подготовил «Систематический указатель литературы о караимах», который охватывал литературу на европейских и ближневосточных языках с начала книгопечатания до конца 1920-х годов. Планировалось его издание объёмом от восьми до десяти печатных листов. Эта работа уже значилась в издательских планах 1930-х годов, однако так и не была издана по причине начавшейся депортации народов из Крыма и развернувшимися параллельно репрессиями в отношении историков и этнографов Крыма.
Весь библиографический материал в указателе И. Неймана был поделен на следующие разделы:
I. История, археология, эпиграфика.
II. География, этнография, путешествия.
III. Правоведение.
IV. Повести, рассказы, стихи, драматические произведения.
V. Живой язык караимов и литература на нём.
VI. Философия, богословие, библейская экзегетика.
VII. Этика, религиозная догматика, литургика.
VIII. Астрономия, календаристика.
IX. Антропология.
X. Статистика.
XI. Хроника, общественная жизнь, народное образование.
XII. Учебные пособия
Эти материалы отложились в личном архивном фонде И. Неймана в Санкт-Петербургском филиале Института востоковедения РАН.
Перевёл с древнееврейского на русский язык отрывки из сочинения екатеринославского газзана С. Ш. Пигита «Иггерет Нидхе Шемуэль», опубликованные в 1911 году под названием «Дни минувшие…» в журнале «Караимская жизнь». Интересовался караимской ономастикой, особенно тюркского происхождения, и собрал около 350 фамилий и около 40 имён. Промежуточный результат этой работы опубликован в журнале «Еврейская старина» в 1916 году. В 1950-х годах посетил Галич с целью сбора лингвистических материалов для караимско-русского словаря.

## Семья
Родители — евпаторийские мещане Яков Симович (Семёнович) и Мельке Моисеевна (урожд. Кефели) Круглевичи.
Жена — Вера Абрамовна Нейман (1900—1952), похоронена на еврейском кладбище Коканда.
- Сын — Владимир Ильич Нейман (1925, с. Воинка Красно-Перекопского р-на — 2017, Москва), советский и российский учёный в области систем передачи информации, учёный секретарь ИППИ РАН, доктор технических наук, профессор МИИТ. Участник Великой Отечественной войны[18][19][20].

## Труды
- Круглевич И. Фамилии и имена караимов // Еврейская старина. — Петроград, 1916. — № 9. — С. 317—319.
- Караимский календарь на 5 лет от 5681 по 5686 год включительно от сотворения мира / сост. И. Круглевич. — Феодосия, 1921.